# Jan Veselý (Radsportler)

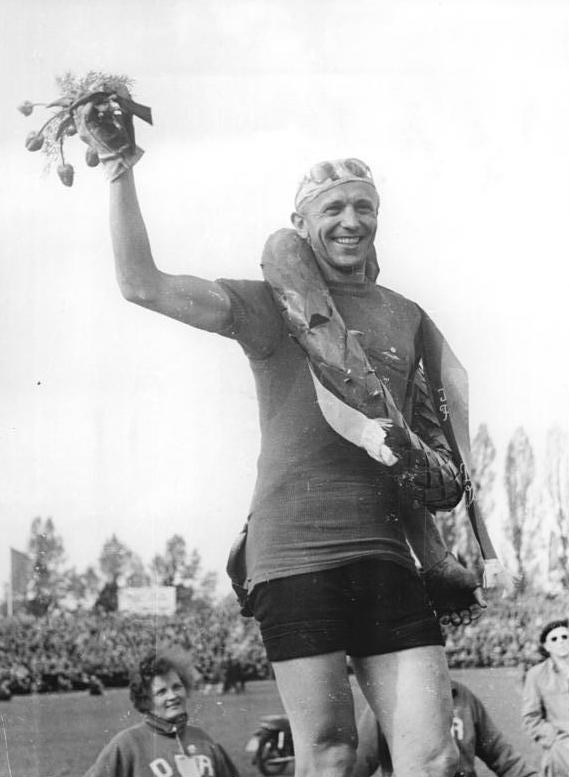
Jan Veselý als zweiter der 8. Friedensfahrt

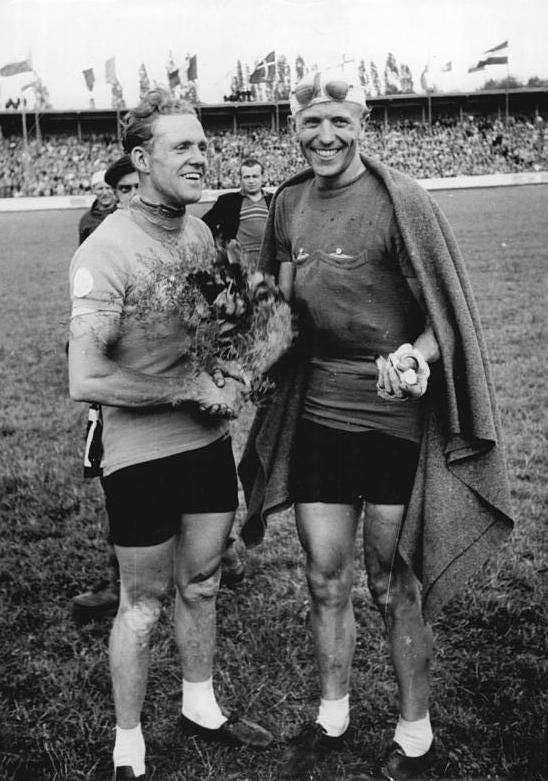
Jan Veselý und Gustav Adolf Schur

Jan Veselý (* 17. Juni 1923 in Plástovice; † 10. Februar 2003 in Prag, Tschechien) war ein tschechoslowakischer Radrennfahrer.

## Radsportkarriere
Ein Freund seines Vaters nahm Veselý mit nach Prag. Dort lernte er das Bäckerhandwerk. Er fuhr, wie zu dieser Zeit (1939) üblich, jeden Morgen frische Backwaren zu den Kunden – mit dem Fahrrad. 1940 fing seine Radsportkarriere mit der Radmeisterschaft der Prager Bäckergesellen an. Er gewann sie – als 17-jähriger Lehrling.
Es folgte die Mitgliedschaft in einem Prager Radsportclub (Sparta Prag), wo ihm ein Rennrad zur Verfügung gestellt wurde, denn er wurde bereits als talentiert eingeschätzt.
Nach dem Zweiten Weltkrieg gewann Veselý ein weiteres Rennen und ließ auch den Profi und Teilnehmer der Tour de France Otakar Rozvoda hinter sich. Er war Teilnehmer der Olympischen Sommerspiele 1952 in Helsinki. Das olympische Straßenrennen beendete er nicht. In der Mannschaftswertung kam die Tschechoslowakei nicht in die Wertung, da alle Fahrer des Teams das Rennen aufgegeben hatten.
Die Friedensfahrt fuhr Veselý von 1948 bis 1957 als Kapitän der tschechoslowakischen Mannschaft. 1957 musste er das Rennen wegen starker Rückenschmerzen vorzeitig beenden, was ihm die heimischen Funktionäre verübelten. Er wurde nicht mehr für Auslandsstarts nominiert. Vesely war sehr vielseitig und gewann insgesamt 26 nationale Titeln im Straßenrennen, im Mannschaftszeitfahren, im Bergzeitfahren, im Querfeldeinrennen, in der Einerverfolgung, in der Mannschaftsverfolgung und sogar im Steherrennen. Jan Veselý ist Rekord-Sieger in einem der längsten und ältesten Straßenrennen Europas für Amateure, Prag–Karlovy Vary–Prag, das er zwischen 1947 und 1955 achtmal gewann. 1953 gewann er die erste Austragung der ČSSR-Rundfahrt. Er startete 1956 bei den Cyclocross-Weltmeisterschaften und belegte den 29. Rang.
Mit 34 Jahren beendete Veselý seine Karriere und arbeitete weiter als Taxifahrer und Transportfahrer. Mit 79 Jahren starb er in Prag an einer Krebserkrankung.

## Privat
Ihn verband eine enge Freundschaft mit Täve Schur, dessen erster Sohn seinen Vornamen bekam – Jan Schur.

## Erfolge
| Nationalmeisterschaft Tschechoslowakei, Straße             | 9-facher Sieger                          | 1946–1953, 1955       |
| Nationalmeisterschaft Tschechoslowakei, Bahn               | 2-facher Sieger                          | 1948, 1951            |
| Nationalmeisterschaft Tschechoslowakei, Querfeldein-Rennen | 2-facher Sieger                          | 1953, 1954            |
| Prag–Karlovy Vary–Prag (Tschechoslowakisches Radrennen)    | 8-facher Sieger                          | 1946–1951, 1954, 1955 |
| Friedensfahrt                                              | Sieger 16 Etappen und eine Gesamtwertung | 1948–1955             |